# Gerrit
Gerrit (Gerrit Code Review) — безкоштовний вебінструмент для інспекції початкового коду. За допомогою цього інструменту розробники програмного забезпечення мають можливість переглядати всі модифікації вихідного коду за допомогою веббраузера і затверджувати або відхиляти ці зміни. Gerrit тісно інтегрується з розподіленою системою контролю версій Git.
Gerrit є відгалуженням системи Rietveld, іншого інструменту для перегляду коду. Обидві системи беруть ім'я від нідерландського архітектора Герріта Рітвельда.

### Історія
Розвиток Gerrit почався після того, як гостро виникла необхідність інспекції початкового коду системи Android. Оскільки у розробці Android брало участь багато розробників Google, нова система повинна мати набір функцій, подібний до внутрішньої системи Google Mondrian. З цією метою було розпочато розробку системи Rietveld. Gerrit почався як простий набір латок для Rietveld. Але Gerrit швидко відгалузився від Rietveld після того, як були додані функції контролю доступу (ACL), які Гвідо ван Россум не хотів бачити у коду Rietveld. Оскільки функціональність та код стали різко змінюватися, то проєкту знадобилась інша назва, якою і став Gerrit.
Наприкінці 2008 року почався повний перезапис системи. Оновлений Gerrit версії 2.0 з'явився 13 січня 2009 року. Ця версія змінила реалізацію з Python на Java J2EE й базу даних SQL, що полегшує розгортання вебсерверу Gerrit Code Review на будь-якій системі Linux.